# علی‌آباد علیا (مه‌ولات)
 علی‌آباد علیا (مه ولات)، روستایی از توابع بخش شادمهر شهرستان مه ولات در استان خراسان رضوی ایران است.

## جمعیت
این روستا در دهستان ازغند قرار دارد و براساس سرشماری مرکز آمار ایران در سال ۱۳۹۵، جمعیت آن ۵۶۰ نفر (۱۷۳خانوار) بوده‌است.